# Онигири
Онигири (お握り или 御握り; おにぎり, буквално означава „държа в ръцете си“), известно още като омусуби (お結び; おむすび) или оризова топка е Японско ястие, направено от бял ориз, оформен като триъгълник или с овална форма. Често се завива с нори (водорасло). По традиция, онигири се пълни с умебоши, солена сьомга, катсуобуши, комбу, тарако или въобще кисел или солен, което помага за това оризът да се запази свеж за по-дълго. Това е едно от най-популярните японски ястия и сред самите японци и освен че е лесно за приготвяне вкъщи, в повечето магазини продават онигири с различни пълнежи.
За разлика от суши, онигири се правят от ориз, който е само леко посолен, докато суши се прави от ориз, който е овкусен с оцет и захар.

## История
Още през 11 век има сведения за това, че са се ядяли подобни оризови топки по време на пикници.
В по-късни източници също се споменава, че самураите са носили със себе си на бойното поле оризови топки, завити в бамбукови листа. Всъщност историята на онигири се свързва още с времето, когато клечките за хранене не са били разпространени и хората са събирали ориза на малки топчици, за да се яде по-лесно.